# Dzharkenita
La dzharkenita és un mineral de la classe dels sulfurs, que pertany al grup de la pirita. Rep el nom de la localitat tipus, la depressió de Dzharkenskaya, al Kazakhstan.

## Característiques
La dzharkenita és un element químic de fórmula química FeSe₂. Cristal·litza en el sistema isomètric. La seva duresa a l'escala de Mohs és 5.
Segons la classificació de Nickel-Strunz, la dzharkenita pertany a «02.EA: Sulfurs metàl·lics, M:S = 1:2, amb Fe, Co, Ni, PGE, etc.» juntament amb els següents minerals: aurostibita, bambollaïta, cattierita, erlichmanita, fukuchilita, geversita, hauerita, insizwaïta, krutaïta, laurita, penroseïta, pirita, sperrylita, trogtalita, vaesita, villamaninita, gaotaiïta, al·loclasita, costibita, ferroselita, frohbergita, glaucodot, kullerudita, marcassita, mattagamita, paracostibita, pararammelsbergita, oenita, anduoïta, clinosafflorita, löllingita, nisbita, omeiïta, paxita, rammelsbergita, safflorita, seinäjokita, arsenopirita, gudmundita, osarsita, ruarsita, cobaltita, gersdorffita, hol·lingworthita, irarsita, jol·liffeïta, krutovita, maslovita, michenerita, padmaïta, platarsita, testibiopal·ladita, tolovkita, ullmannita, wil·lyamita, changchengita, mayingita, hollingsworthita, kalungaïta, milotaïta, urvantsevita i reniïta.

## Formació i jaciments
Va ser descoberta al dipòsit de seleni i urani de Suluchekinskoye, situat a la depressió de Dzharkenskaya, prop el riu Ili, dins la província d'Almaty (Kazakhstan). També ha estat descrita a Rússia, la República Txeca i als estats nord-americans d'Idaho i Utah.